# 1909-es magyar vívóbajnokság
Az 1909-es magyar vívóbajnokság a tizedik magyar bajnokság volt. A tőrbajnokságot április 30-án rendezték meg Budapesten, a Nemzeti Lovardában, a kardbajnokságot pedig május 1. és 2. között Budapesten, a selejtezőt a Nemzeti Lovardában, a döntőt a Vigadóban. A kardbajnokság első helyéért óvás következtében május 20-án újravívást rendeztek.

## Eredmények
| Versenyszám     | Arany              | Arany | Ezüst              | Ezüst | Bronz                        | Bronz |
| --------------- | ------------------ | ----- | ------------------ | ----- | ---------------------------- | ----- |
| Férfi tőrvívás  | dr. Tóth Péter MAC |       | dr. Pajzs Pál MAC  |       | dr. Földes Dezső Fővárosi VC |       |
| Férfi kardvívás | Krencsey Géza MAC  |       | Mészáros Ervin MAC |       | Werkner Lajos Nemzeti VC     |       |